# Kromdraai
Kromdraai är en dalgång i västra Gauteng, Sydafrika inte långt från Krugersdorp. 
Namnet kommer ifrån afrikaans och betyder Slingrig sväng och har fått sitt namn efter en knut i den meandrande Crocodile River.
I dalen ligger Wonder Cave, en stor grotta, där man hittat lämningar efter människor. Grottan har varit öppen för allmänheten sedan 1991.